# Micaela (nombre)
Micaela (en hebreo: מִיכָאֵלָה‎, romanizado: Mikha’ela, lit. '¿Quién como Dios?') es un nombre propio femenino teofórico. El nombre está compuesto por “מִיכָאֵל” (Mikha’el), que significa “¿Quién como Dios?”, y el sufijo femenino “ה” (ah), que convierte el nombre en una forma femenina. Su equivalente masculino es Miguel.

## Origen y significado
Del hebreo: מִיכָאֵל (Mikha’el), que se traduce como “¿Quién como Dios?”
La raíz del nombre está en la Biblia, específicamente en el arcángel Miguel, quien es conocido como un líder celestial en varias tradiciones religiosas.

## Variantes
- Masculino: Miguel
- Diminutivos e hipocorísticos: Mica, Micu, Miqui, Miki, Miquita.

| Variantes en otras lenguas | Variantes en otras lenguas |
| -------------------------- | -------------------------- |
| Alemania                   | Michaela                   |
| Catalán                    | Miquela                    |
| Español                    | Micaela                    |
| Euskera                    | Mikele                     |
| Francés                    | Michèle, Michelle          |
| Gallego                    | Miguela                    |
| Griego                     | Μιχαέλα (Michaela)         |
| Hindi                      | Michaail                   |
| Italiano                   | Michela                    |
| Polaco                     | Michalina                  |
| Portugués                  | Micaella, Miquelina        |
| Ruso                       | Микаэла (Mikaela)          |

## Uso
El nombre Micaela es conocido por su belleza y resonancia cultural. Es valorado tanto por su significado espiritual como por su elegancia en la pronunciación y escritura.

## Filmografía
- Micaela, una película mágica, película animada argentina (2002).
- Micaela (telenovela) (1992).

## Personas
- Micaela Vazques, líder revolucionaria
- Micaela Chauque, compositora argentina
- Micaela Díaz, bailarina, cantante y actriz argentina
- Micaela Schäfer, modelo alemana
- Micaela Suárez, youtuber argentina
- Micaela Vázquez, actriz argentina
- Micaela Viciconte, guardavidas argentina

- Datos: Q18621001
- Multimedia: Michalina (given name) / Q18621001